# لابی‌گری

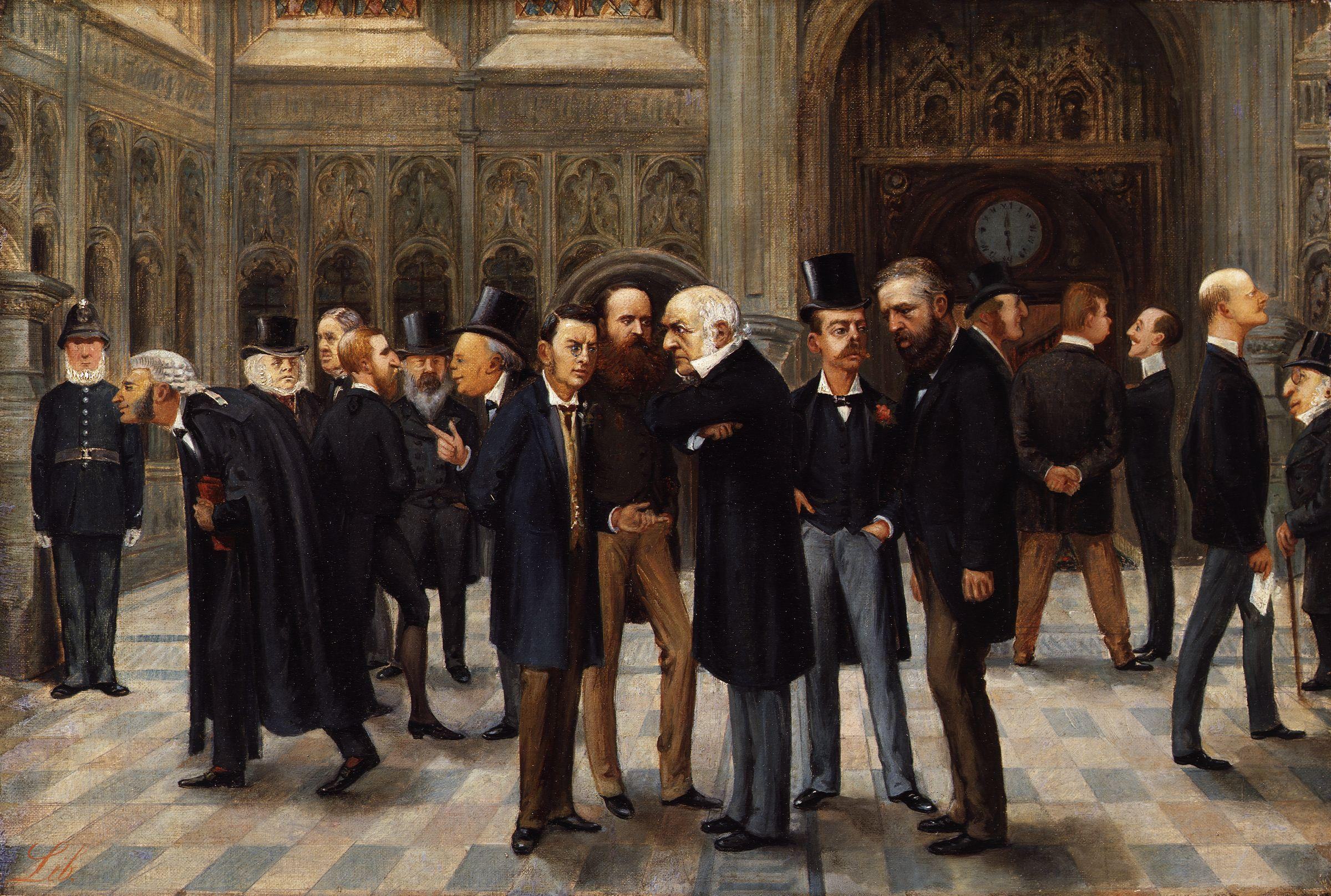
مجلس عوام لابی. توسط "Liborio Prosperi"

در علوم سیاسی، لابی‌گری (به انگلیسی: Lobbying) یک عمل و حرفه ویژه است که منظور آن تلاش برای گسترش نفوذ یک دیدگاه و دیدگاه مشخص در دستگاه حکومتی یک کشور یا در افکار عمومی است.
در برخی از کشورها دفترهای ویژه‌ای به نام «دفاتر لابی‌گری» وجود دارد که در ازای دریافت پول به تلاش برای پیشبرد حمایت از یک دیدگاه خاص به‌وسیله نفوذ در دولت و/یا افکار عمومی می‌پردازند.
لابی‌گرها با کمک و به‌کارگیری روش‌های حقوقی، مجاز و غیرمجاز و مدیریت مفید روابط اجتماعی کوشش در رسیدن به اهداف خود دارند.

## گروه‌ها
لابی (به انگلیسی: Lobby) به گروهی گویند که در اوضاع سیاسی کشوری از طرق مختلف قانونی سعی در اعمال نفوذ و پیشبرد دیدگاه خود را داشته باشد.
لابی از کلمه Lobbyrun به معنی راهرو استخراج شده‌است (از این رو الفاظی مانند لابی هتل لابی مجلس و… در اخبار و محاورات روزنامه‌نگاری به کار برده می‌شود). این واژه در ادبیات سیاسی به معنی اعمال نفوذ بر سیاست‌مداران به ویژه بر نمایندگان مجالس است. اولین بار کلمه لابی و لابی گری در فرهنگ سیاسی ایالات متحده آمریکا بکار گرفته شد. لابی در ایالات متحده آمریکا بسیار گسترده و فراگیر است.
در یک تعریف کلی، گروه‌های ذی‌نفوذ لابی به آن دسته از گروه‌هایی گفته می‌شود که برای تأثیرگذاری بر روند تصمیم‌گیری‌های سیاسی – اجتماعی و تأمین منافع خاص خود عمل می‌کنند.
در این میان آنچه که یک گروه ذی نفوذ را از یک حزب مجزا می‌کند، بی‌علاقگی این گروه‌ها برای معرفی نامزد درانتخابات است. به عبارت دیگر در حالی که احزاب در تلاش هستند از طریق شیوه‌های مسالمت آمیز قدرت وارد ساخت قدرت شوند، گروه‌های فشار تنها به‌دنبال تأثیرگذاری بر دولتمردان و روند تصمیم‌گیری هستند.